# Cosmosoma melanotela
Cosmosoma melanotela là một loài bướm đêm thuộc phân họ Arctiinae, họ Erebidae.